# Ходош
Ходош (словен. Hodoš) је насеље и управно средиште истоимене општине Ходош, која припада Помурској регији у Републици Словенији.
По попису становништва из 2011. године, насеље Ходош имало је 228 становника.